# Cognitive Load Theory
Die Cognitive Load Theory (CLT) ist eine Theorie der kognitiven Belastung beim Lernen. Sie wurde von John Sweller und Paul Chandler aufgestellt. Die CLT geht davon aus, dass Lernen mit kognitiver Belastung verbunden ist, und beschreibt, wodurch das Lernen erleichtert bzw. erschwert werden kann.

## Grundannahmen
Die CLT schreibt dem Arbeitsgedächtnis eine besonders wichtige Funktion beim Lernen und beim Wissenserwerb zu. Das Arbeitsgedächtnis ist für Problemlösungs- und Informationsverarbeitungsprozesse verantwortlich. Es wird davon ausgegangen, dass die Kapazität des Arbeitsgedächtnisses begrenzt ist und nur eine bestimmte Menge an Informationen aufrechterhalten werden kann.
Eine weitere Annahme besagt, dass Menschen das Wissen in Schemata speichern. So werden beim Lernen sowohl neue Schemata konstruiert als auch neues Wissen mit bereits vorhandenen verknüpft. Es ist wichtig, dass das Arbeitsgedächtnis genügend verfügbare Kapazität aufweist und kognitiv nicht überlastet wird, um den Schemaerwerb und somit effektives Lernen zu ermöglichen.

## Arten der kognitiven Belastung
Die Theorie beschreibt drei Arten der kognitiven Belastung bei einem Lernprozess:

### Intrinsic cognitive load (intrinsische kognitive Belastung)
Unter intrinsischer Belastung (auch: inhaltsbedingte kognitive Belastung) versteht man die Art der kognitiven Belastung, die durch das Lernmaterial selbst bedingt ist bzw. von der Schwierigkeit und der Komplexität des Lernmaterials abhängt. Je schwieriger das Lernmaterial ist, desto höher ist demnach die intrinsische Belastung. Dabei spielt die Elementinteraktivität eine sehr wichtige Rolle, wobei sich Sweller (2003) auf den gesamten cognitive load bezieht. So gibt es auf der einen Seite Elemente, welche unabhängig voneinander gelernt werden können. Diese können einzeln gelernt und verstanden werden, wobei hier Verständnis als die Fähigkeit definiert wird, alle Elemente, welche notwendigerweise miteinander zusammenhängen, gleichzeitig im Arbeitsgedächtnis verarbeiten zu können. Das Erlernen von Material, welches aus solchen Elementen besteht, verursacht nur einen geringen cognitive load. Sweller (2003) spricht hierbei von low element interactivity material. Das Erlernen des Vokabulars einer Fremdsprache wäre hierfür ein konkretes Beispiel, da zum Beispiel die Anzahl der Vokabeln vielleicht sehr groß sein mag, das Verständnis aber trotzdem nicht darunter leidet, da Vokabeln einzeln und hintereinander gelernt werden können.
Auf der anderen Seite gibt es Elemente, welche stark miteinander zusammenhängen, es existiert damit eine sehr hohe Elementinteraktivität. Hierbei entsteht ein hoher cognitive load, da die Informationen gleichzeitig verarbeitet werden müssen, um so ein hohes Verständnis beim Lernenden zu erreichen. Werden die Informationen nur hintereinander gelernt und verarbeitet, dann wird zwar auswendig gelernt, aber es werden so keinerlei Verknüpfungen zwischen den verschiedenen Elementen hergestellt. Der gesamte cognitive load sinkt dadurch, aber es findet nach Sweller (2003) kein Verständnis statt, und er bezeichnet solch komplexes Material als high element interactivity material. Ein Beispiel dafür wäre die Syntax einer Fremdsprache, da hier alles gleichzeitig verarbeitet werden muss, um das Material zu verstehen. Findet keine gleichzeitige Verarbeitung statt, dann wird auswendig gelernt.
Einfacher ausgedrückt: Beim Verständnislernen ist der gesamte cognitive load hoch, bei reinem Auswendiglernen ist er niedrig. Verständnis für gelerntes Material entsteht nach Sweller et al. (1998) nur bei hoher Elementinteraktivität, wobei das Vorwissen des
Lernenden einen entscheidenden Einfluss darauf hat. Je mehr passendes Vorwissen eine Person besitzt, desto niedriger kann ein möglicher intrinsic cognitive load werden.

### Extraneous cognitive load (zusätzliche, nicht-lernbezogene kognitive Belastung)
Die extrinsische Belastung (auch: sachfremde kognitive Belastung) wird durch die Darstellung und Gestaltung des Lernmaterials beeinflusst. Ein Lernmaterial, welches durch überflüssige und irrelevante Informationen, Wiederholungen oder zahlreiche Verweise gekennzeichnet ist, führt zur höheren extrinsischen Belastung. Auch multimediale Inhalte, welche nur aus optischen Gründen vorhanden sind, können die Aufmerksamkeit des Lernenden ablenken. Dadurch wird der Blick auf die wesentlichen Information verstellt und das Lernen erschwert. Ebenso kann eine optimierte Gestaltung des Lernmaterials die extrinsische Belastung verringern. Aktuelle Forschung legt nahe, dass es unterschiedliche Subtypen des extraneous cognitive load gibt, die sich z. B. durch interaktive Medien oder die Klarheit von Instruktionen ergeben können.

### Germane cognitive load (lernbezogene kognitive Belastung)
Unter lernbezogener Belastung (auch: lernrelevante kognitive Belastung)  versteht man den wichtigen Anteil der kognitiven Belastung, der für den Lernprozess notwendig ist, d. h. die Beanspruchung oder den Aufwand des Lernenden, um das Lernmaterial zu verstehen. Die lernbezogene Belastung muss gefördert werden, sodass der Lernende neue Schemata im Arbeitsgedächtnis aufbauen und bereits vorhandene Schemata aktivieren kann und so ein Lernen stattfindet. Germane load kann unterstützt werden, indem intrinsic und extraneous load gering gehalten werden. Dies kann z. B. durch eine bessere Gestaltung des Lernmaterials geschehen.
Sweller (2005) verweist im Zusammenhang mit dem Germane Cognitive Load auf den wichtigen Aspekt, dass das Ziel von Instruktionen das Erlernen von automatisierten Schemata sein sollte. Wenn nun das Instruktionsdesign die Beschränkungen des Arbeitsgedächtnisses nicht beachtet, dann bleibt die Effektivität der Instruktion dem Zufall überlassen und es wird kein Fokus auf die Schemakonstruktion und Schemaautomatisierung gelegt.

### Untersuchte Effekte
Im Rahmen der Cognitive Load Theory wurden verschiedene Effekte identifiziert, die beim Lernen von verschiedenen Modulen auftreten. Beispiele sind:
- Split-Attention Effect (Effekt der geteilten Aufmerksamkeit)[4]
- Modality Effect (Modalitätseffekt)[5]
- Redundancy Effect (Redundanzeffekt)[6]

### Zusammenfassung
Die drei unterschiedlichen Loads addieren sich, wobei das Ziel der Instruktion sein sollte, den Extraneous Cognitive Load zu verringern. Falls dies erreicht wird, könnte der lernförderliche Germane Cognitive Load zum Tragen kommen. Ein hoher Germane Cognitive Load kann bei gleichzeitigem hohem Extraneous Cognitive Load noch akzeptabel sein, nämlich dann, wenn der Intrinsic Cognitive Load niedrig ist und somit die Gesamtbelastung auf einem verhältnismäßig niedrigen Niveau liegt. Das Instruktionsdesign ist erst dann relevant, wenn komplexes Material gelernt werden muss, was einem hohen Intrinsic Cognitive Load entspricht, und gleichzeitig ein hoher Extraneous Load durch ein schlechtes Instruktionsdesign zu einer Überschreitung der Arbeitsgedächtnisressourcen führt.
Schemata, welche im Langzeitgedächtnis gespeichert sind, ermöglichen es nach Sweller (2003), Material mit hoher Elementinteraktivität im Arbeitsgedächtnis zu verarbeiten und zwar so, als ob das Material nur aus einem einzigen Element bestünde.
Die Benutzung und Förderung von Schemata wird als Königsweg beim Verständnislernen angesehen. Die interagierenden Elemente sind im Schema integriert, welches als eine Art zentrale Exekutive fungieren kann, um diese interagierenden Elemente zu koordinieren. Aber erst durch automatisierte Schemata wird es dem beschränkten Arbeitsgedächtnis ermöglicht, die Belastung zu senken und so mehr
Informationen zu verarbeiten. Dies ist allerdings erst machbar, wenn durch vorheriges Lernen bereits automatisierte Schemata im Langzeitgedächtnis entstanden sind.
Sweller (2003) schlussfolgert daher, dass alles, was gelernt werden kann, durch Übung auch entsprechend automatisiert werden kann. Durch Übung wird immer weniger bewusste Anstrengung für die Informationsverarbeitung notwendig, zum Beispiel für das Wörter- und Satzverständnis im Alltag, womit auch entsprechend die Arbeitsgedächtnisbelastung abnimmt. Somit werden die beiden Funktionen von Schemata nach Sweller et al. (1998) deutlich: Speicherung und Organisation von Wissen im Langzeitgedächtnis, sowie die
Reduktion der Arbeitsgedächtnisbelastung.
Kritisch anzumerken ist, dass es nicht möglich ist, die kognitive Belastung direkt zu messen.
Große Ähnlichkeiten bestehen zur Kognitiven Theorie des multimedialen Lernens (Cognitive Theory of Multimedia Learning) von Richard E. Mayer.